# NGC 3225
NGC 3225 is een spiraalvormig sterrenstelsel in het sterrenbeeld Grote Beer. Het hemelobject werd op 8 april 1793 ontdekt door de Duits-Britse astronoom William Herschel.

## Synoniemen
- UGC 5631
- MCG 10-15-77
- ZWG 290,37
- IRAS10218 5824
- PGC 30569